# Yuri Mamute
Yuri Souza Almeida (sinh ngày 7 tháng 5 năm 1995), thường được gọi là Yuri Mamute, là một cầu thủ bóng đá người Brasil thi đấu ở vị trí tiền đạo cho câu lạc bộ SHB Đà Nẵng tại giải vô địch quốc gia Việt Nam

## Danh hiệu

### Đội tuyển
U-20 Brasil
- Toulon Tournament: 2013

### Cá nhân
- Quả bóng vàng Toulon Tournament: 2013